# Cœur de compétence
Le cœur de compétence ou la compétence distinctive d’une entreprise est ce qu’elle fait mieux que ses concurrents. Cela peut être toute compétence depuis le développement de nouveaux produits jusqu'à l’implication des salariés. Les théories actuelles[Qui ?] préconisent que les activités qui ne font pas partie du cœur de compétence de l’entreprise soient  externalisées.
On appelle « recentrage » la stratégie d'entreprise qui consiste à concentrer ses activités sur son cœur de métier ou cœur de compétence. Si une compétence distinctive conduit à un avantage durable pour l’entreprise, il s’agit d'un avantage compétitif, concept théorisé par M. Porter.

## Historique
Le concept de Cœur de compétence fut introduit dans le domaine du management par C.K. Prahalad et Gary Hamel dans un article paru en 1990 dans la Harvard Business Review. Ils avancèrent que « le cœur de compétence est un domaine d’expertise qui résulte de l’harmonisation de technologies et d’activités professionnelles complexes ».
Comme exemple ils citaient l’expertise dans le domaine des moteurs de Honda. Honda pouvait exploiter son cœur de compétence pour développer de nombreux produits depuis les tondeuses à gazon jusqu'aux voitures et aux camions. Un autre exemple de l’industrie automobile, Volvo, dont la compétence distinctive a longtemps été la sécurité.
Selon Prahalad et Hamel un cœur de compétence présente trois caractéristiques :
1. il offre la possibilité d’accéder à de nombreux marchés.
2. il augmente les avantages perçus par le client
3. il est difficile à imiter pour les concurrents

## Discussions
Depuis que Prahalad et Hamel introduisirent le terme dans les années 1990, de nombreux chercheurs ont tenté de souligner et d’expliciter la signification du cœur de compétence. Selon Leonard-Barton, un cœur de compétence doit permettre de distinguer une entreprise d’un point de vue stratégique. Par contre Galunic et Rodan (1998) considèrent que « un cœur de compétence ne permet pas seulement de différencier une entreprise d’une autre, mais également à l’intérieur d’une même entreprise de distinguer une compétence d’une autre. En d’autres termes, un cœur de compétence guide une entreprise à réorganiser ses compétences selon la demande de son environnement ».
Il est important de faire la différence entre les capacités ou compétences individuelles du cœur de compétence. Les capacités individuelles sont autonomes et sont en général considérées de façon isolée. Gallon, Stillman, et Coates (1995) précisèrent que le cœur de compétence ne se résume pas à la somme des caractéristiques individuelles mais résulte de « l’agrégat de capacités, dans lequel une synergie est créée et qui a valeur durable et un large champ d’application ». Cette synergie doit être défendue face aux concurrents potentiels et comme dans le cas des moteurs, ne pas être spécifique à un produit ou marché unique. Ainsi d’après cette définition un cœur de compétence est une construction harmonisée intentionnelle.
Coyne, Hall, et Clifford (1997) ont avancé une autre définition : « un cœur de compétence est une combinaison de compétences et de savoirs complémentaires présents dans un groupe ou dans une équipe et qui se traduisent par la capacité de réaliser une ou plusieurs tâches essentielles à un standard de niveau mondial ». Deux idées sont particulièrement importantes ici : Les savoirs ou savoir-faire doivent être complémentaires et pris dans leur ensemble pour permettre la réalisation d’un produit supérieur.